# Grupo de Forcados Amadores de Lisboa
O Grupo de Forcados Amadores de Lisboa é um grupo de forcados fundado em 1944, em Lisboa. Em antiguidade, é o terceiro grupo de forcados mais antigo de Portugal.

## História
Iniciando as suas prestações em festivais em 1943, estreou-se formalmente numa corrida de toiros realizada em Cascais no dia 14 de agosto de 1944, sob o comando de Nuno Salvação Barreto, 1.º Cabo do Grupo.
O grupo alcançou grande prestígio, reforçado em 1950, quando participou em Roma nas filmagens do filme Quo Vadis (1951), em que Nuno Salvação Barreto, encarnando a personagem de Brutus, pegou um touro de Infante da Câmara, em hastes limpas.
O Grupo de Forcados de Lisboa pegou em vários países. Estreou-se em Espanha apresentando-se em Sevilha, na Feira de Abril de 1950. Voltariam a terras hispânicas em 1970, em Pamplona e, em dois anos seguidos, apresentou-se em Las Ventas (Madrid), em 1979 na "Feira de Outono" e na "Feira de Santo Isidro" de 1980, aquando da confirmação da alternativa do matador Mário Coelho em Espanha.
A José Luís Gomes (filho do matador de toiros Augusto Gomes), 2.º Cabo desde 1992, sucedeu na liderança do grupo, em 2010, o seu filho Pedro Maria Gomes.

## Cabos
1. Nuno Salvação Barreto (1944–1992)[3]
2. José Luís Gomes (1992–2010)[3]
3. Pedro Maria Gomes (2010–presente)[3][9]

## Prémio e distinções
- O Grupo de Forcados Amadores de Lisboa, de Nuno Salvação Barreto, recebeu o Prémio Bordalo (1969), ou Prémio da Imprensa, na categoria "Tauromaquia", tendo a Casa da Imprensa, a 4 de abril de 1970, no Pavilhão dos Desportos, também distinguido nesta categoria o cavaleiro David Ribeiro Teles e o novilheiro Ricardo Chibanga.[11]
- Os Forcados Amadores de Lisboa, de Nuno Salvação Barreto, receberam mais um Prémio da Imprensa, o Prémio Bordalo (1971). Deste feita, na cerimónia realizada no São Luiz em 23 de Março de 1973, a Casa da Imprensa distinguiu na mesma categoria "Tauromaquia" o cavaleiro José Mestre Baptista e, novamente, o matador de toiros Ricardo Chibanga.[11]
- [carece de fontes?][3]
- Em julho de 1991, o Cabo do GFAL Nuno Salvação Barreto recebeu a Medalha de Mérito Cultural concedida pelo Ministério da Cultura de Portugal[12]
- Em abril de 2010, o Cabo do GFAL José Luís Gomes, considerando a sua associação à cultura taurina e à sua divulgação e à divulgação da cidade de Lisboa além fronteiras, foi distinguido com a Medalha de Mérito Municipal (Grau Ouro) pela Câmara Municipal de Lisboa, por iniciativa subscrita e entregue pelo edil António Costa[13][14][15][16]